# Ceratosolen ramirezi
Ceratosolen ramirezi är en stekelart som beskrevs av Wiebes 1991. Ceratosolen ramirezi ingår i släktet Ceratosolen och familjen fikonsteklar. Inga underarter finns listade i Catalogue of Life.